# Dryodurgades
Dryodurgades es un género de insectos hemípteros auquenorrincos de la familia Cicadellidae. Incluye las siguientes especies.

## Especies
- Dryodurgades anatolicus Dlabola, 1957
- Dryodurgades antoniae (Melichar, 1907)
- Dryodurgades dlabolai Wagner, 1963
- Dryodurgades reticulatus (Herrich-Schäffer, 1834)
- Dryodurgades ribauti Wagner, 1963
- Dryodurgades similis Wagner, 1963
- Dryodurgades sindicensis Gnezdilov, 1997